# Frederik Dreyer
 Ikke at forveksle med Frederik Dreier.
Johan Christopher Frederik ("Frits") Dreyer (født 13. januar 1814 i Køge, død 12. september 1898 i København) var en dansk officer, krigs- og marineminister.
Dreyers forældre var major i Jyske Jægerkorps Christoph Friderich Dreyer (1782-1830) og Johanne Marie, født Stockfleth (1782-1819). I 1826 begyndte han sin militære løbebane som landkadet, erholdt 21. december 1828 anciennitet som sekondløjtnant og udnævntes året efter til sekondløjtnant i Vejkorpset. Fra 1832-36 var han elev på Den kongelige militære Højskole, blev i 1834 sekondløjtnant og i 1836 premierløjtnant i Ingeniørkorpset. I 1837-38 gjorde han tjeneste i Rendsborg fæstning og var fra 1838-41 beskæftiget ved forarbejder til jernbaneanlæg og ved chaussébygning i Holsten og fra 1841-48 ved vejtjenesten i Danmark. Han var imidlertid i 1842 blevet kaptajn af 2. og i 1844 kaptajn af 1. klasse. I krigsårene 1848-50 gjorde han tjeneste ved feltingeniørdetachementet, fungerede i 1849 som stabschef ved og i 1850-51 som kommandør for samme og som højstkommanderende ingeniørofficer ved den aktive armé. Han deltog i fægtningerne i Sundeved 28. maj og 5. juni 1848 og 3. april 1849, ved Kolding 23. april, Gudsø 8. maj og i udfaldet fra Fredericia 6. juli 1849 samt i slaget ved Isted 25. juli 1850. Mellem krigsperioderne fungerede han ved Vejtjenesten. I 1850 blev han karakteriseret major uden anciennitet. Fra 1851-55 var han kommandør for Ingeniørtropperne og virkede i 1852-63 i forskellige stillinger ved jernbanevæsenet, nemlig som Indenrigsministeriets tekniske konsulent i jernbanesager, som kontrollerende ved anlægget af de Sjællandske Jernbaner og som medlem af direktionen for samme, fra 1855-63 tillige som dirigerende stabsofficer for Ingeniørkorpsets vejtjeneste i Danmark. Han var imidlertid i 1855 blevet udnævnt til virkelig major, i 1859 til karakteriseret oberstløjtnant og i 1863 til oberstløjtnant.
I krigen 1864 var han højstkommanderende ingeniørofficer ved den aktive armé og deltog i Dybbølstillingens forsvar (kommandant i brohovederne) indtil dens fald 18. april 1864. 29. samme måned udnævntes han til Kommandør af Dannebrog af 1. grad. I slutningen af 1864 blev han midlertidig chef for Ingeniørkorpset og i 1865 oberst og chef for samme. Han erholdt i 1866 generalmajors anciennitet og udnævntes i 1867 først til generalmajor og ved den nye Hærlovs ikrafttræden til general samt til generalinspektør for Ingeniørtropperne og chef for Ingeniørkorpsets øvrige afdelinger. 1876 tildeltes der ham Storkorset af Dannebrogsordenen, og samme år ledsagede han kongen på sammes rejse til Rusland. I 1877 trådte han uden for nummer i Hæren, idet han fra 28. juli 1877 til 4. januar 1879 var krigs- og marineminister, fra 1880-88 administrerende direktør i bestyrelsen for de militære underklassers pensionering og for invalideforsørgelsen. 31. marts 1881 erholdt han efter ansøgning afsked af krigstjenesten, og i 1884, ved Ingeniørkorpsets 200 års jubilæum, tildeltes der ham et nyt afskedspatent som generalløjtnant.
Dreyer ægtede 8. december 1839 Ida Nikoline Margrethe Randrup (28. december 1812 – ), datter af tidligere kontorchef i General-Toldkammer- og Kommercekollegiet, kammerråd Christian Frederik Randrup (1787-1865) og Christiane Frederikke f. Dreyer (1787-1849). Han fik tre sønner: Kaptajn i Fodfolket Frederik Vilhelm Cajus Dreyer (1843-1915), stiftamtmand Carl Vilhelm Johannes Dreyer (1845-1934) og astronomen Johan Ludvig Emil Dreyer (1852-1926). Dreyer er begravet på Garnisons Kirkegård.